# Orthocladius clarkei
Orthocladius clarkei är en tvåvingeart som beskrevs av Soponis 1977. Orthocladius clarkei ingår i släktet Orthocladius och familjen fjädermyggor. Inga underarter finns listade i Catalogue of Life.